# Fjell kommune
Fjell er en tidligere kommune vest for Bergen i Vestland fylke i Norge. Kommunen består af flere øer, deriblandt Bildøy, Litlesotra og den nordlige del af Sotra. Den sydlige del af Sotra tilhører Sund kommune. Nabokommunen i nord er Øygarden. Over Hjeltefjorden i nordøst ligger økommunen Askøy.
1. januar 2020 blev Fjell-, Sund- og Øygarden kommuner lagt sammen under navnet Øygarden.

## Geografi
Kommunen er en økommune med mere end 500 øer, holme og skær. Det meste af kommunens 147 km² er fordelt på 3 større øer. Nogle af de mindre øer er også beboet.
Kommunens højeste fjeld er Liatårnet på Sotra.

## Samfund
Fjell kommune er en vækstkommune og efter at Sotrabroen stod færdig i 1971 har indbyggertallet vokset fra under 7.000 til over 23.000 i dag. Administrationen holder til på Straume på Litlesotra nær ved Sartor Senter.

## Kultur
Langøy Kystkulturcenter, som ligger på Langøyna på vestsiden af Sotra er en traditionsrig handelsby fra 1878 med landhandel, bageri og bådehuse. Bageriet og bygningerne er restaurerede, og i tilknytning til centeret er der anlagt en lun badeplads for barn. På centeret arrangeres friluftsgudstjenester, markedsdage og stævner med tilknytning til kystkulturen.
Fjell fæstning er en forsvarsstilling anlagt af tyskerne under 2. verdenskrig, bygget til at forsvare indsejlingen til Bergen.